# Spathula limicola
Spathula limicola és una espècie de triclàdide dugèsid que habita l'aigua dolça de Nova Zelanda. Els espècimens d'aquesta espècie mesuren uns 8 mm de longitud i tenen un cap espatulat amb dos ulls. La superfície dorsal és de color marró clar, amb una zona més clara al cap.